# Caenarolia vittatus
Caenarolia vittatus är en tvåvingeart som först beskrevs av Christian Rudolph Wilhelm Wiedemann 1828.  Caenarolia vittatus ingår i släktet Caenarolia och familjen rovflugor. Inga underarter finns listade i Catalogue of Life.